# مانرهیمینتیه

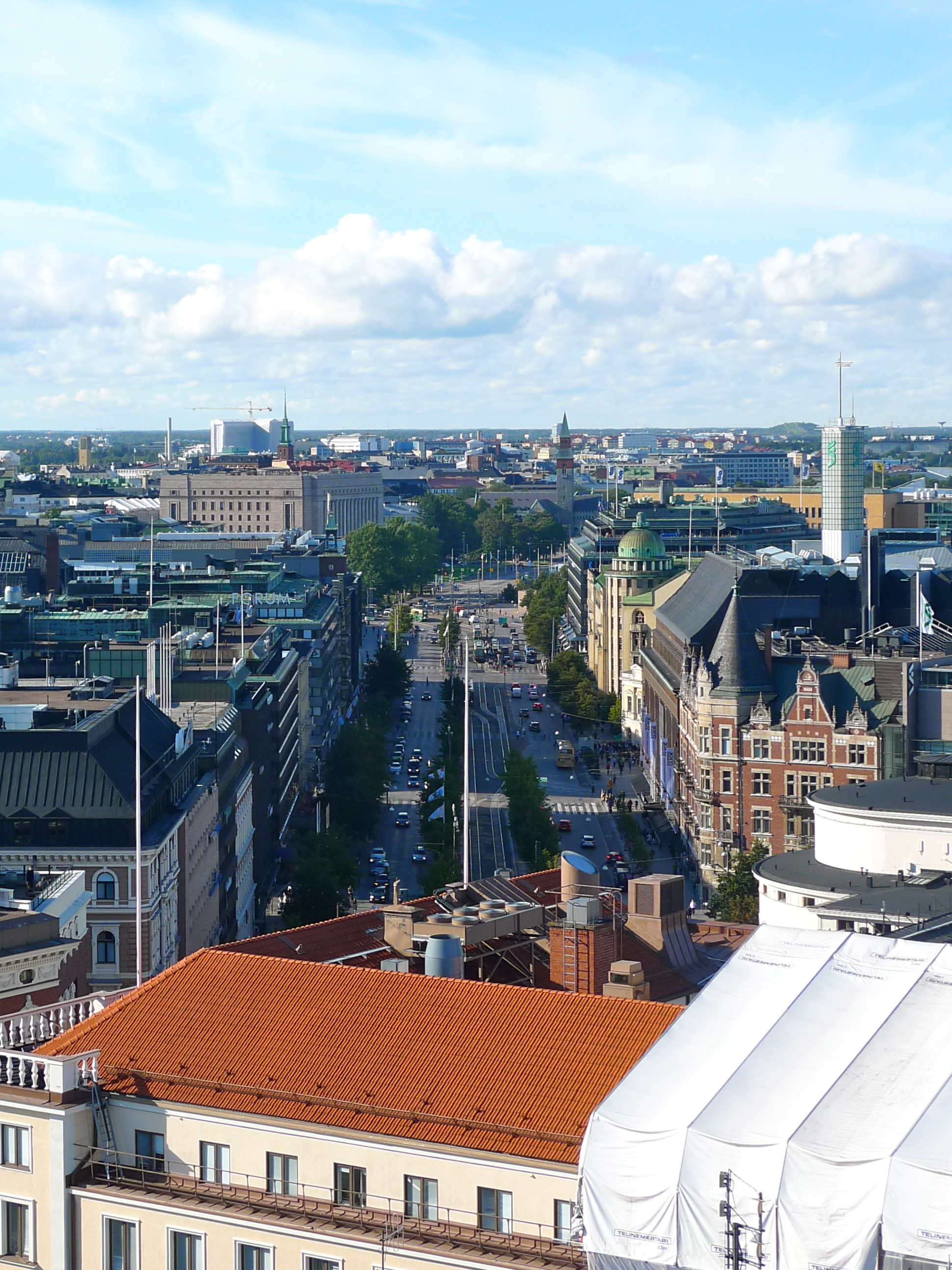
نمایی از خیابان مانرهیمینتیه. طول این خیابان ۵٫۵ کیلومتر است.

مانِّرهیمینتیه (سوئدی: Mannerheimvägen)، (فنلاندی: Mannerheimintie) یک بلوار و خیابان اصلی در هلسینکی مرکز فنلاند به طول ۵٫۵ کیلومتر است.

## نام‌گذاری
این خیابان به افتخار فیلد مارشال کارل گوستاف امیل مانرهایم ششمین رئیس‌جمهور فنلاند نام گذاری‌شده‌است.
تا قبل از جنگ زمستان این خیابان هِنریکین‌کاتو (سوئدی: Henriksgatan) نام داشت که به افتخار رابرت هنریک ریبیندر فرماندار کل فنلاند در سال ۱۸۴۰ نام‌گذاری شده بود.
مهم‌ترین دلیل این تغییر نام، تردد مداوم مانرهایم در طول جنگ داخلی فنلاند، و طی سال ۱۹۱۸ برای پس‌گرفتن این منطقه از نیروهای آلمانی در این مسیر بود.

## موقعیت
مجسمه سوارکاری مارشال مانرهایم دقیقاً بر اساس همین واقعه تاریخی در سال ۱۹۶۰ در این خیابان نصب شده‌است. این مجسمه در امتداد خیابان مانرهیمینتیه دقیقاً در روبروی موزه هنرهای مدرن کیاسما واقع شده‌است. مانرهیمینتیه، طولانی‌ترین و مشهورترین خیابان هلسینکی، از اِرُتّایا آغاز می‌شود و به سوی شمال غربی ادامه می‌یابد، از مناطق تولُو و روسکئاسوئو می‌گذرد تا اینکه سرانجام با بزرگراهی که به بیرون شهر می‌رود، یکی می‌شود. نقاط آغازین هر دو جادهٔ ملی فنلاند، بزرگراه تامپِره (E12) و بزرگراه لاهتی (E75)، تقریباً در ارتایا واقع شده‌اند.

## بناها و سازه‌ها
چندین مجسمه و بسیاری از ساختمان‌ها و بناهای مهم و تاریخی هلسینکی در این خیابان قرار دارند که از میان آن‌ها ساختمان مجلس، تالار فنلاندیا، و کیاسما قابل اشاره هستند.

## نگارخانه

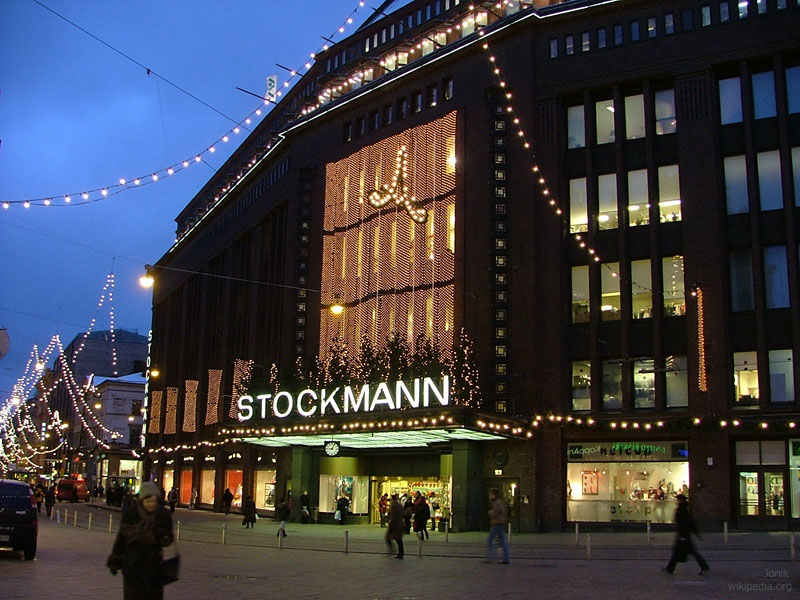
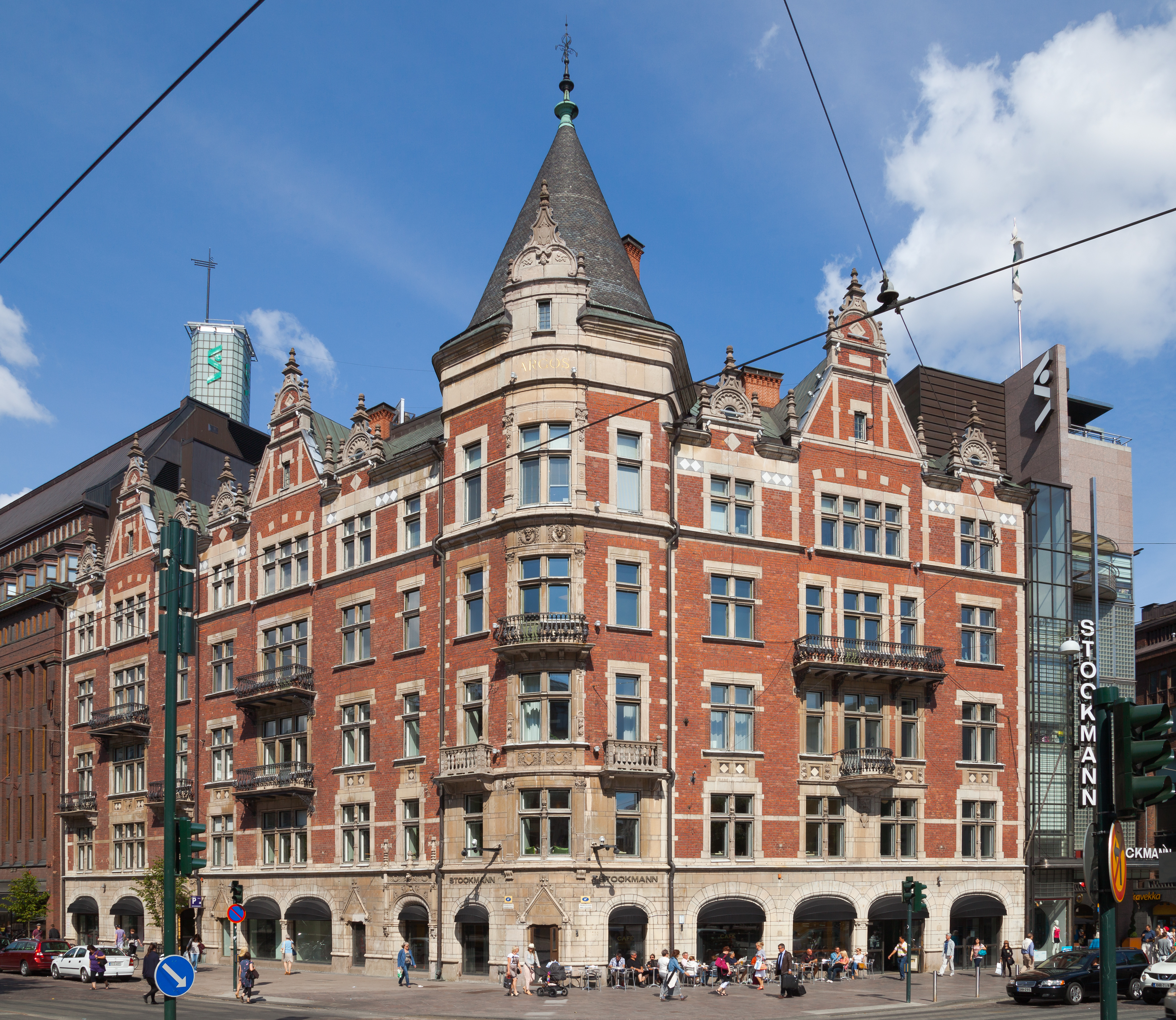
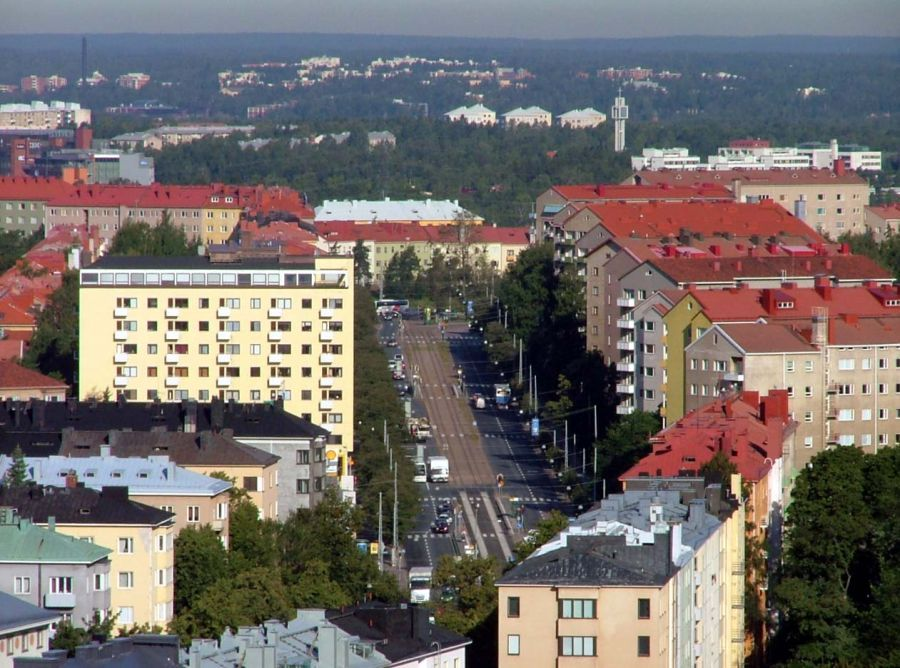
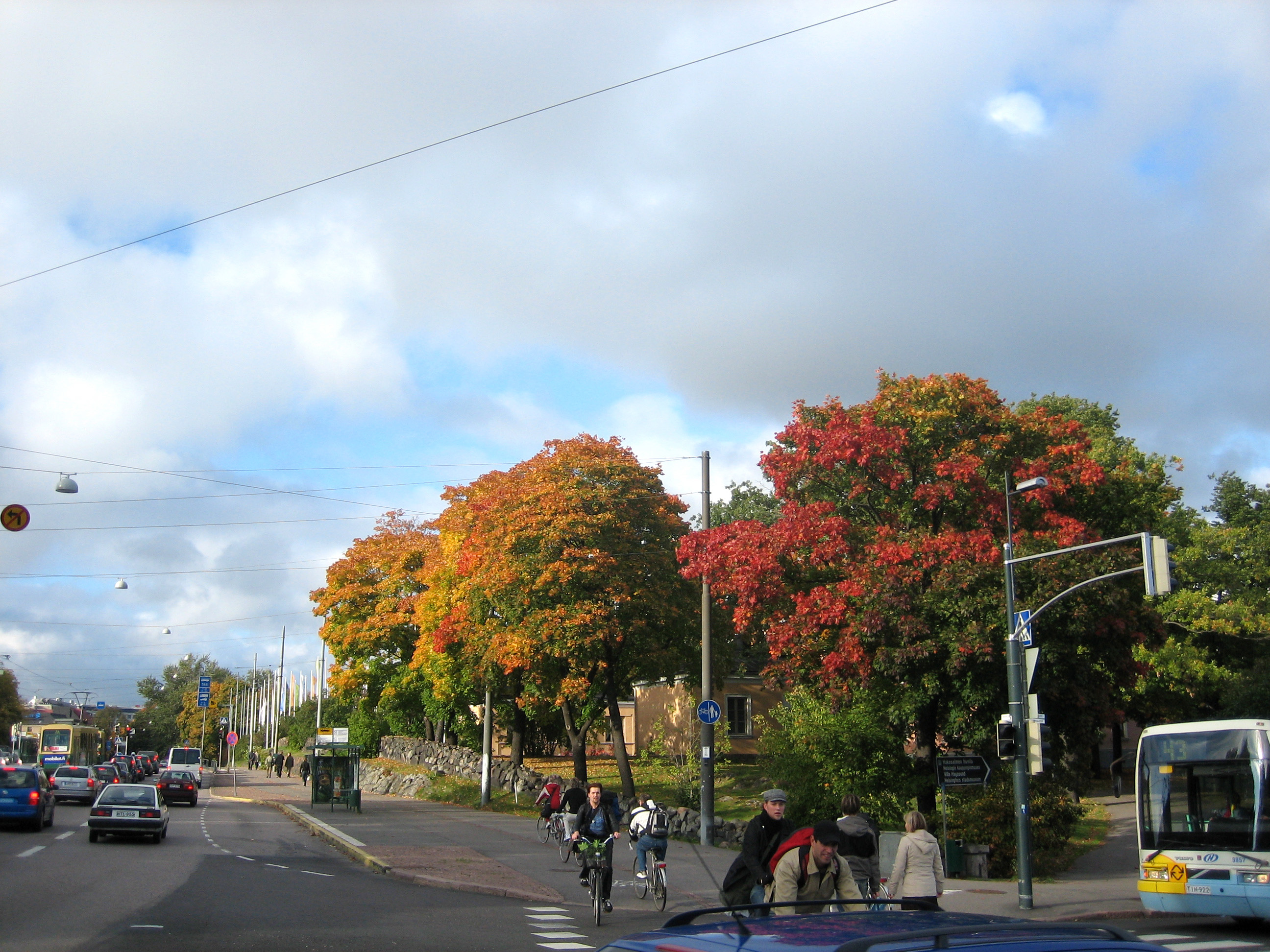
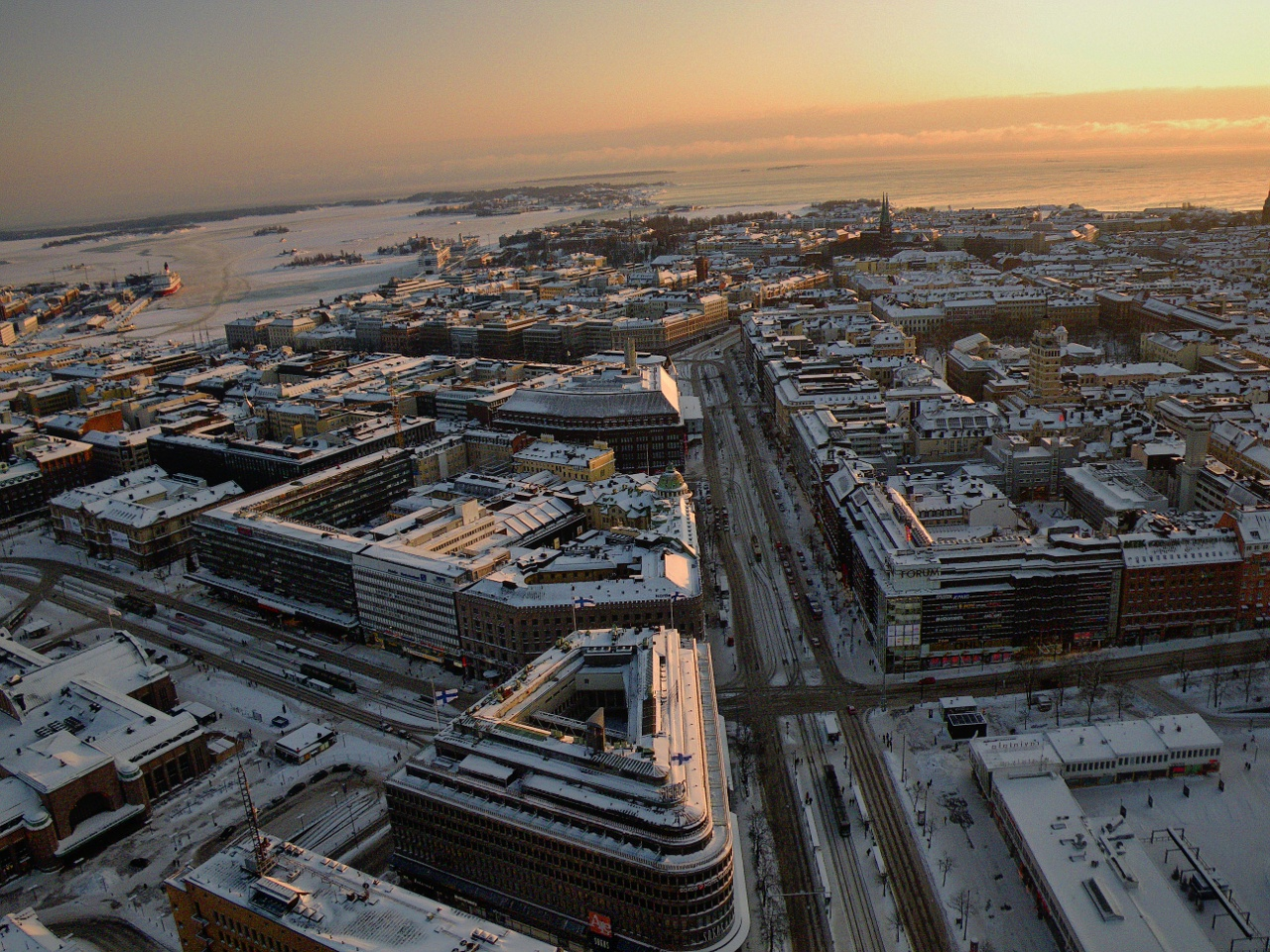